# Събиране в двоичната бройна система
Събирането в двоичната бройна система наподобява много събирането в десетичната (10). Нека да вземем за пример двоичното число 11011 и да го съберем с 1101.
Събираме последните цифри на съпоставените числа и когато и двете са 1 пишем 0 и прехвърляме още една единица към следващото число на събираемото, тоест:
```
11011 + 1101 = 101000
```

Правилата за събиране на числа в двоична бройна система са:
```
0+0=0
0+1=1
1+0=1
1+1=10
```

```
101 + 10 = 111 (Най-лесно е когато ги събирате едно под друго)
```

1. събираме последните символи 1 + 1 = 0 пишем 0 като последна цифра в отговора и прехвърляме 1
2. 1 + 0 = 1 обаче като добавим единицата която прехвърлихме става 1+1 = 0 и прехвърляме 1
3. 0 + 1 = 1 (+ 1) = 0 и прехвърляме пак 1
4. 1 + 1 = 0 (обаче тук идва прехвърлената единица и пишем 1 и пак прехвърляме 1
5. 1 + 0 = 1 + прехвърлената 1 = 0
6. тук записваме прехвърлената единица и числото от сбора става по дълго с 1 символ

Накрая числото от отговора ни е 101000.
За да направим проверка можем да обърнем числата в десетични и да ги съберем отново за да проверим дали ще се получи същият резултат.
11011(2) = 1 + 2 + 0 + 8 + 16 = 27(10);
1101(2) = 1+ 0 + 4 + 8 = 13(10)
101000 = 0 + 0 + 0 + 8 + 0 + 32 = 40(10)
27 + 13 = 40 => отговорите съвпадат и задачата е решена вярно